# 久田流
久田家（ひさだけ）は茶家の一つ。三千家の縁戚として表千家の茶を業とする高倉久田家と、久田流（ひさだりゅう）を称する両替町久田家とがある。久田家の庵号は半床庵（はんしょうあん）といい、3代宗全による二畳中板の茶室を指す。

## 歴代

### 元禄期まで
久田家の家祖は清和源氏源満季流御園氏末裔といわれ、室町末期の佐々木義実の家臣で久田実房という武人が元祖だとされる。口伝により実房は千利休の妹宗円の夫であるとされ、資料はないながらも表千家と高倉久田家の間では了解されている。それによれば、このとき利休は茶杓を削って「大振袖」と名づけ「婦人シツケ点前一巻」と共に宗円に与えたという。この婦人点前が、今日表千家や久田流に伝わる女点前の源流であるとされている。実房の子は房政といい、剃髪して宗栄と名乗り、茶人であったと考えられており、これを久田家の初代としている。3代久田宗全は手工に秀で、宗全籠に名を残す他、茶碗茶杓などに優品が多い。
| 代 | 諱   | 斎号   | 生没年                | 備考                                        |
| -- | ---- | ------ | --------------------- | ------------------------------------------- |
| 初 | 宗栄 | 生々斎 | 1559年- 1624年3月6日  | 俗名は久田新八房政 利休の甥か？             |
| 二 | 宗利 | 受得斎 | 1610年- 1685年11月7日 | 本間利兵衛 千宗旦の娘クレの夫、藤村庸軒の兄 |
| 三 | 宗全 | 徳誉斎 | 1647年- 1707年5月6日  | 元は本間勘兵衛と称した                      |
| 四 | 宗也 | 不及斎 | 1681年- 1744年1月13日 | 宗全の甥                                    |

### 高倉久田家
4代不及斎には二男あり、理由は不明ながら次男の宗悦が半床庵を継嗣した。その後の久田家の継承は表千家の継承の影響を受けて波乱が多い。7代皓々斎宗也が没した際に次男達蔵が残されていたが、前年生まれたばかりのため後見人として関宗厳を養子に迎え8代宗利とした。その後表千家9代了々斎（皓々斎宗也の兄）が没したため、達蔵が表千家10代を継承した。宗利は性行不良で大阪にて客死し、久田家は一時中絶となる。改めて表千家7代如心斎の姻戚である住山家より、住山家8代云々斎楊甫の孫を養子に迎え9代宗与とした。しかし宗与は夭逝し、改めて表千家10代吸江斎の子を養子に迎え10代宗悦とした。宗悦も1895年に40歳で夭逝したため、11代無適斎宗也は表千家に引き取られ再び一時中絶となる。無適斎宗也は1917年に表千家12代惺斎の援助を得て再興し、現在に至る。
| 代   | 号・諱   | 斎号   | 生没年                 | 備考                             |
| ---- | -------- | ------ | ---------------------- | -------------------------------- |
| 五   | 宗悦     | 凉滴斎 | 1715年- 1768年4月26日  | 不及斎の次男                     |
| 六   | 磻翁宗渓 | 挹泉斎 | 1742年- 1785年7月24日  |                                  |
| 七   | 維妙宗也 | 皓々斎 | 1767年- 1819年11月29日 |                                  |
| 八   | 宗利     |        | 不詳- 1844年6月30日    | 養子、元は関宗厳と称した         |
| 九   | 一乗宗与 |        | 不詳- 1862年8月24日    | 住山楊甫の孫                     |
| 十   | 宗悦     | 玄乗斎 | 1856年- 1895年4月24日  | 表千家10代吸江斎の子で皓々斎の孫 |
| 十一 | 守一宗也 | 無適斎 | 1884年- 1946年9月13日  |                                  |
| 十二 | 中誠宗也 | 尋牛斎 | 1925年- 2010年10月22日 |                                  |
| 十三 | 宗也     | 得流斎 | 1958年- 2011年10月13日 | 当代                             |

### 両替町久田家
4代不及斎の長男の宗玄は両替町に移り両替町久田家を起こした。久田流を称して主に東海地方に広まるが、その一方両替町住邸は元治元年（1864年）の兵火により焼失して現在に至る。東海地方には他に尾州久田流があり、大高（現在名古屋市緑区）の下村実栗が6代宗参の弟子の栄甫から久田流を習得した後、独自発案を含めて創流したもの。
| 代   | 号・諱   | 斎号   | 備考                                    |
| ---- | -------- | ------ | --------------------------------------- |
| 五   | 宗玄     | 厚比斎 | 不及斎の長男                            |
| 六   | 宗参     | 関斎   | 高倉久田家5代宗悦の子（1765年～1814年） |
| 七   | 耕甫     | 春斎   | 筑田家より養子（1752年～1820年）        |
| 八   | 慶三     |        | 三谷宗珍の子                            |
| 九   | 宗員     |        | 辻川喜右衛門の子                        |
| 十   | 無尽宗有 |        | 田代宗筌の子で裏千家11代玄々斎の甥      |
| 十一 | 宗円     |        |                                         |
| 十二 | 宗栄     |        |                                         |